# Los Molinos
Los Molinos er en by og kommune i det centrale Spanien i Madrid-regionen. Den har et indbyggertal på 4.731 (2024) indbyggere.